# Ludwig Ruckdeschel
Ludwig Ruckdeschel, né le 15 mars 1907 à Bayreuth et mort le 8 novembre 1968 à Wolfsbourg, fut le dernier Gauleiter en poste à Bayreuth, du 19 avril 1945 à l'occupation totale du Gau Bayreuth par les armées alliées dans les jours qui ont suivi.

## Carrière au sein du NSDAP
Ayant appartenu à divers groupes Völkisch, il adhère à la SA en 1923  puis au NSDAP en 1925. Il connait une ascension régulière au sein du NSDAP, qui lui permet d'accéder au poste de Kreisleiter de Bayreuth.
En 1934, il adhère à la SS. En tant que Brigadeführer, il est affecté en novembre 1944 au sein de la division SS Hitlerjugend.
Nazi fanatique, il dénonce son supérieur le Gauleiter Fritz Wächtler, informant Hitler de la retraite de ce dernier devant l'avancée des troupes américaines en avril 1945. Aussitôt nommé à la place de Wächtler, il reçoit l'ordre de l'exécuter. Il applique alors avec sévérité les directives émanant de Bormann dans les derniers mois du conflit.
Jugé en 1948 par un tribunal, condamne à huit années de prison, il est libéré en 1953 et a travaillé ensuite à l'usine Volkswagen de Wolfsburg.